# José Silva (pintor)

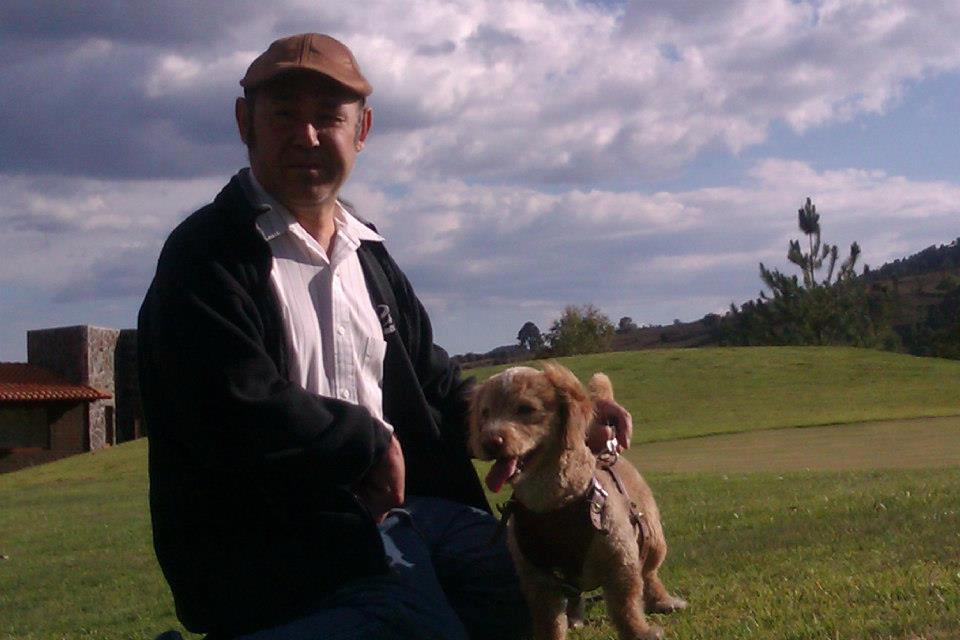
José Silva Villalever

José Francisco Silva Villalever fue un pintor mexicano. Nació en la ciudad de Guadalajara, Jalisco el 9 de noviembre de 1961, siendo hijo de José Álvaro Silva Villaseñor y de Patricia Villa Lever, hija del periodista Rubén Villa Michel y bisnieta por línea materna de Carlota Villada Perea (hermana de José Vicente Villada). Desde los tres años tomó clases de pintura con el maestro Jorge Martínez. La corriente estilística desde la que pinta Pepe Silva es denominada Art Brut que de acuerdo al museógrafo y curador Luis Eduardo López, “se refiere al arte creado por gente ajena al movimiento artístico y que carece de una formación academicista, por lo que es una creación en bruto. No hay esa finura o idea clara para el trazo, para la mezcla de colores; es más intuitivo el proceso creativo”.
Cuando la crítica de arte Raquel Tibol conoció el trabajo de Silva Villalever, inmediatamente lo clasificó en la corriente del movimiento acuñado como Art Brut, en 1945 por Jean Dubuffet.
Falleció el 3 de marzo de 2022. 

## Estudios
- 1986: Taller de sensibilización al arte, Maestro Pierre de Foundeville.
- 1990: Taller de acrílico con el maestro Enrique Navarro y dibujo con el maestro Jesús Carrillo Tornero, José Fors, David Birks y Luis Eduardo González.
- 1992: Escuela de Artes del Museo Laguna Gloria, Austin, TX.

## Exposiciones individuales
Ha sido 14 exposiciones, las más destacadas:
- 1993: Premio Adquisición, en Bienal “Alfonso R. Michel” de Colima (Colima).

- 2003: Exposición individual en el Museo de las Artes, MUSA, de la Universidad de Guadalajara (Jalisco).

- 2004: Exposición en Galería Arte Actual Mexicano, en Monterrey (Nuevo León).

- 2005: Exposición en Museo Interactivo Trompo Mágico, Guadalajara (Jalisco).

- 2007: Exposición en ex-convento del Carmen Guadalajara (Jalisco).

- 2009: Premio 4.ª Muestra de Arte de Grupo Reforma.

- 2009: Exposición “Obsesiones de Luvina y Comala” en San Gabriel (Jalisco) y en Festival de la Luna, Tapalpa (Jalisco).

- 2012: Exposición en Galería del Sistema de Tren Eléctrico Urbano de Guadalajara (Jalisco), como parte del proyecto “Creadores” del Consejo Nacional para la Cultura y las Artes, FONCA.

## Publicaciones
- 90 caballos en el Arte Mexicano, colección y publicación.

## Exposiciones colectivas
Ha partcipado en 24 exposiciones colectivas, las más destacadas:
- 1984: Festival de Arte, American School Foundation of Guadalajara.
- 1996: Invitado Trianal Internacional “Sofia96”, en Bulgaria.
- 1999: Invitado de UNESCO a participar en la exposición “MondoArte” en el museo de Rivoli, Italia.

## Galería

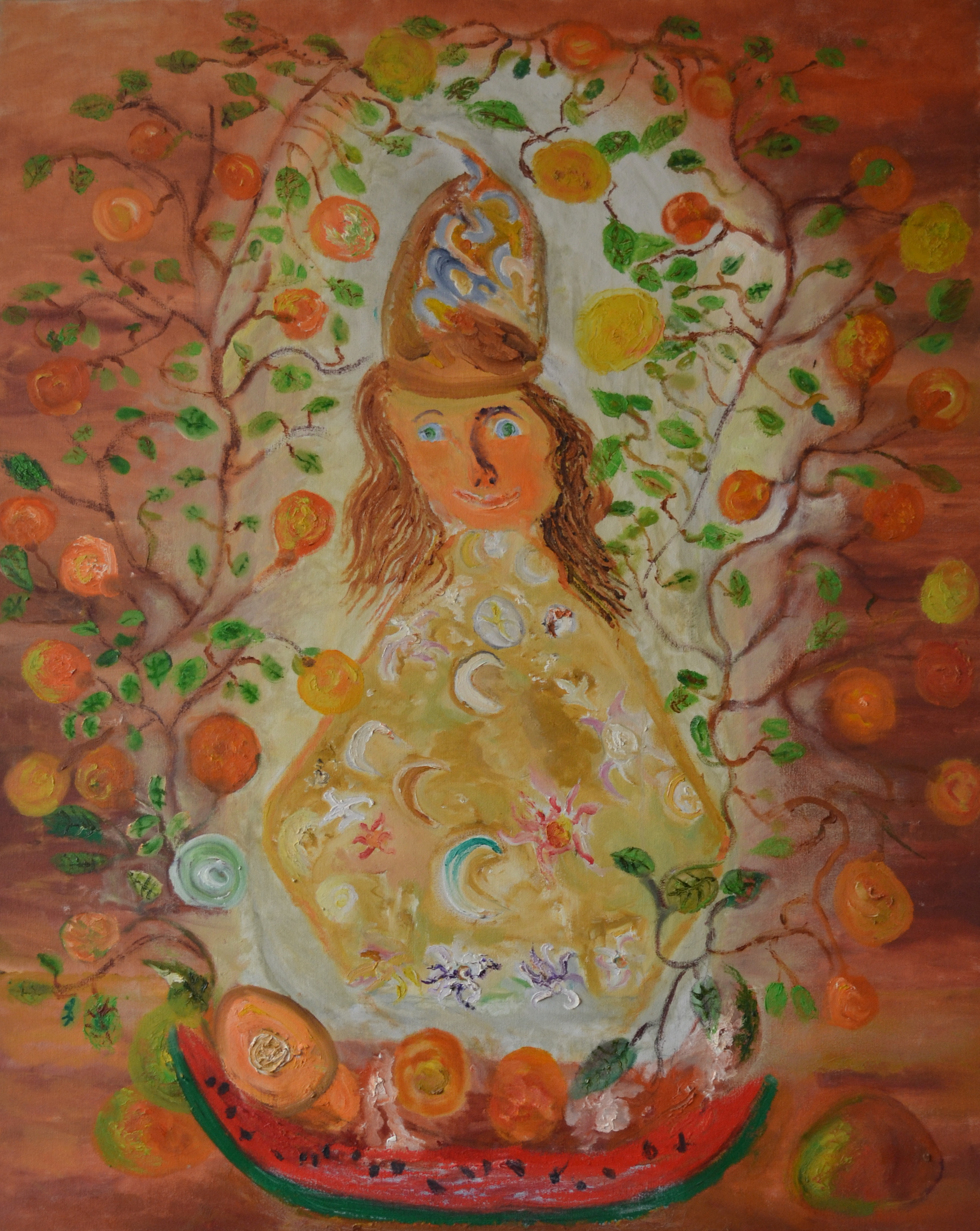
La Virgen de las Sandías
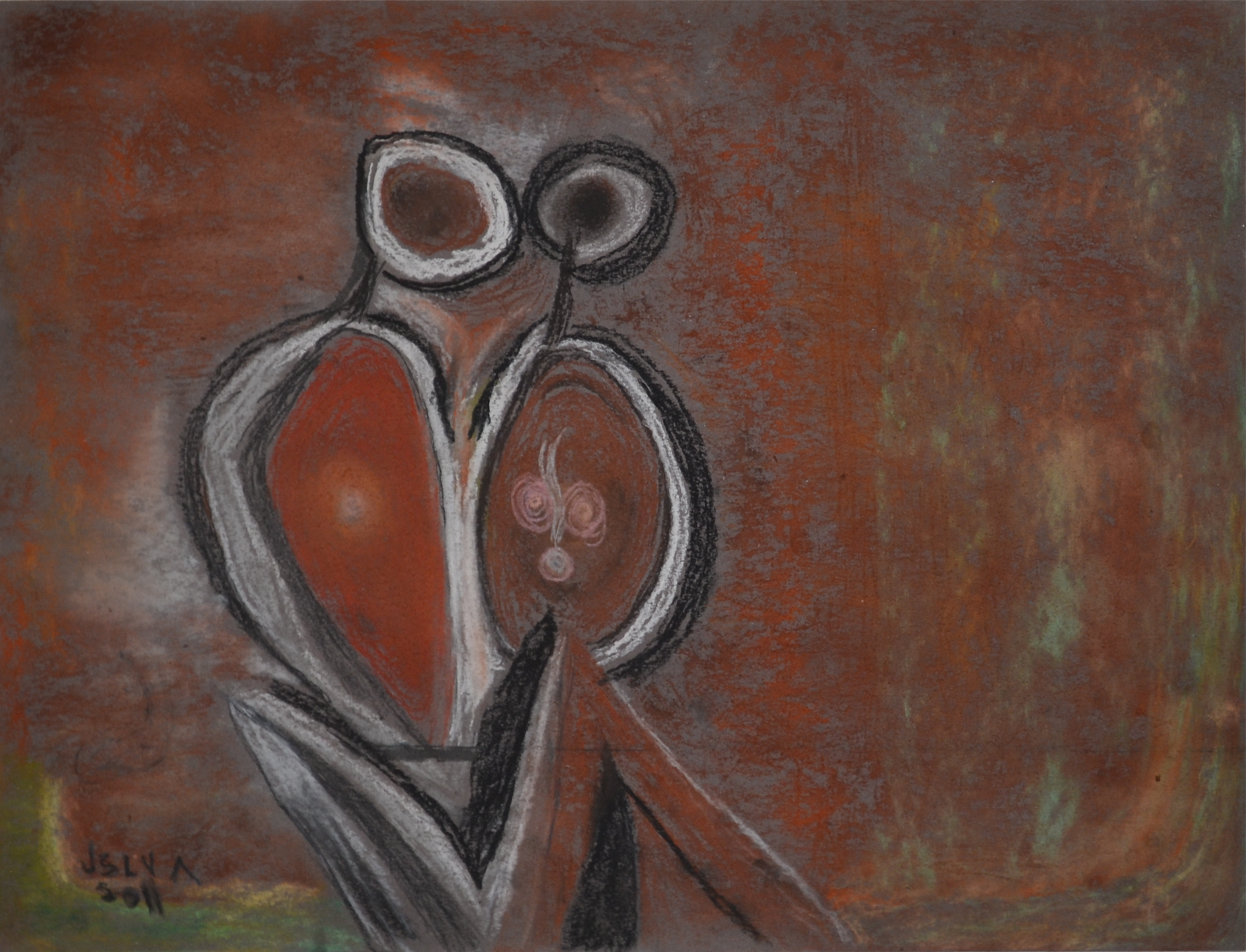
Obra de José Silva
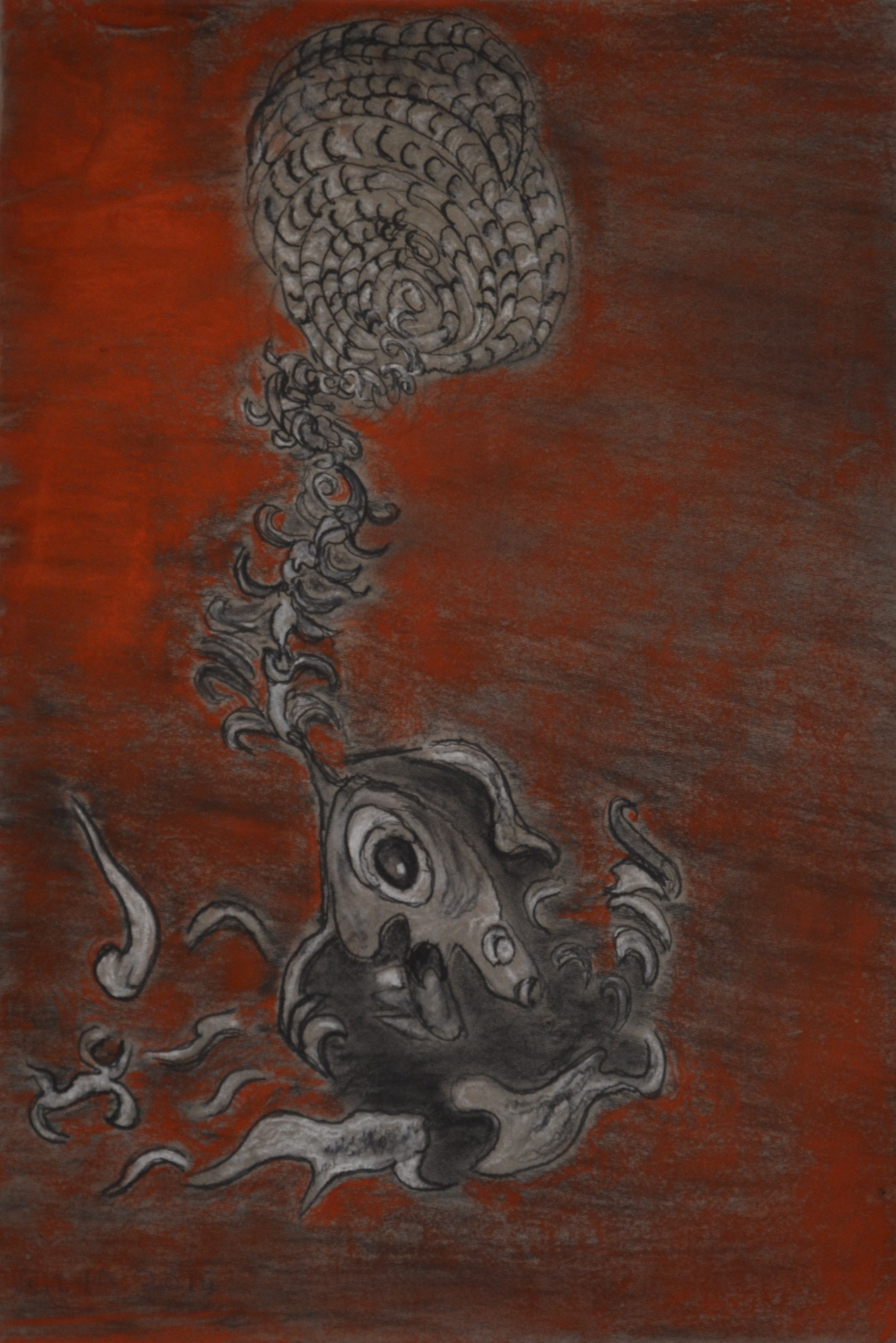
Cambio de piel

- Datos: Q18223783